# Salpixantha
Salpixantha es un género de plantas con flores perteneciente a la familia Acanthaceae. El género tiene dos especie de hierbas.

## Especies
- Salpixantha coccinea Hook.
- Salpixantha purdieana (Benth.) S.Moore